# Universidade Estadual da Carolina do Norte
A Universidade Estadual da Carolina do Norte (NC State) é uma importante universidade pública de pesquisa e concessão de terras, localizada em Raleigh, Carolina do Norte, EUA. Fundada em 1887, faz parte do sistema da Universidade da Carolina do Norte e é a maior universidade das Carolinas. Junto com a Universidade Duke e a Universidade da Carolina do Norte em Chapel Hill, a NC State forma um dos pilares do "Triângulo de Pesquisa", uma das áreas mais dinâmicas de inovação e pesquisa nos Estados Unidos. 
Originalmente, a instituição foi criada como o Colégio de Agricultura e Artes Mecânicas da Carolina do Norte, com foco em oferecer uma educação prática nas áreas de agricultura e artes mecânicas. Ao longo dos anos, passou por várias mudanças de nome até se tornar oficialmente Universidade Estadual da Carolina do Norte em Raleigh, em 1965, embora a parte "em Raleigh" seja geralmente omitida.
Atualmente, a NC State atende mais de 35.000 estudantes e é amplamente reconhecida por seus programas acadêmicos de excelência, especialmente nas áreas de engenharia, estatística, ciências agrícolas, ciências biológicas, têxteis e design. A universidade oferece 106 cursos de graduação, 104 programas de mestrado e 61 de doutorado, além de um programa de Doutorado em Medicina Veterinária.
Nos esportes, os times da NC State, conhecidos como "Wolfpack" (matilha de lobos), competem na primeira divisão da NCAA. Desde a adoção do nome Wolfpack em 1921, as equipes da universidade conquistaram um total de dez campeonatos nacionais em várias modalidades esportivas.

## História
A Assembleia Geral da Carolina do Norte fundou a NC State em 7 de março de 1887, como uma faculdade do sistema "land-grant" (faculdades financiadas com terras federais) com o nome de "North Carolina College of Agriculture and Mechanic Arts" ou, abreviadamente, "North Carolina A&M". No sistema segregado da época, a instituição era aberta apenas para estudantes brancos. Como uma faculdade land-grant, o objetivo da North Carolina A&M era oferecer uma educação ampla e prática, com ênfase em táticas militares, agricultura e artes mecânicas, sem excluir os estudos clássicos. Desde a sua fundação, a universidade manteve esses princípios e continuou a expandi-los.
Após sua inauguração em 1889, a North Carolina A&M enfrentou variações no número de matrículas e uma ampliação em seu escopo. Em 1917, a instituição mudou seu nome para "North Carolina State College of Agriculture and Engineering", ou "North Carolina State" para abreviar. Durante a Grande Depressão, o governo da Carolina do Norte, sob o comando do governador O. Max Gardner, uniu administrativamente a Universidade da Carolina do Norte, o Woman's College (hoje Universidade da Carolina do Norte em Greensboro) e a NC State. Essa fusão deu origem ao sistema da Universidade da Carolina do Norte em 1931.
Em 1937, Blake R. Van Leer assumiu o cargo de Reitor e deu início ao programa de pós-graduação em engenharia. Em 1942, ele incentivou com sucesso as primeiras mulheres a cursarem engenharia na NC State, com 4 a 5 alunas se matriculando, e a primeira mulher se formou em 1941. Uma de suas alunas, Katharine Stinson, tornou-se a primeira engenheira da Administração Federal de Aviação dos Estados Unidos.
Após a Segunda Guerra Mundial, a universidade continuou a crescer e se desenvolver. O "G.I. Bill" (programa de benefícios para veteranos de guerra) permitiu que milhares de veteranos ingressassem na universidade, elevando o número de estudantes para mais de 5.000 em 1947.
O State College criou novos programas acadêmicos, como a Escola de Arquitetura e Design de Paisagem em 1947 (renomeada para Escola de Design em 1948), a Escola de Educação em 1948 e a Escola de Silvicultura em 1950. No verão de 1956, após a decisão da Suprema Corte dos EUA no caso Brown v. Board of Education (1954), que declarou inconstitucional a educação pública segregada, a North Carolina State College matriculou seus primeiros estudantes afro-americanos de graduação: Ed Carson, Manuel Crockett, Irwin Holmes e Walter Holmes.
Em 1962, os administradores do State College queriam mudar o nome da instituição para North Carolina State University. No entanto, os administradores da universidade consolidada aprovaram o nome "University of North Carolina at Raleigh", o que gerou frustração entre muitos alunos e ex-alunos. Estes protestaram com campanhas de cartas contra a mudança. Em 1963, o nome oficial passou a ser "North Carolina State of the University of North Carolina". No entanto, estudantes, professores e ex-alunos continuaram insatisfeitos, e após dois anos adicionais de protesto, o nome foi alterado para o atual, "North Carolina State University at Raleigh". Entretanto, por convenção, a parte "at Raleigh" é omitida até mesmo em documentos oficiais, como diplomas, e na prática o nome usado é simplesmente "North Carolina State University". "NC State University" também é aceito como referência na mídia. De fato, os administradores da instituição desencorajam o uso de "at Raleigh", exceto quando absolutamente necessário, pois o nome completo sugere a existência de outra unidade da universidade em outro local do estado.
Em 1966, a matrícula anual chegou a 10.000 estudantes. Nos anos 1970, o número de matrículas ultrapassou 19.000, e a Escola de Humanidades e Ciências Sociais foi criada.
Em 1987, ano em que a universidade celebrou seu centenário, a NC State reorganizou sua estrutura interna, renomeando todas as suas escolas para "colleges" (por exemplo, a Escola de Engenharia passou a ser o College of Engineering). Nesse mesmo ano, a universidade adquiriu 700 acres (2,8 km²) de terras, que foram desenvolvidos como o Centennial Campus. Desde então, a NC State tem focado no desenvolvimento deste novo campus, investindo mais de US$ 620 milhões em instalações e infraestrutura, com 62 acres (0,3 km²) já construídos. Sessenta e um parceiros privados e agências governamentais estão presentes no Centennial Campus.
A NC State conta com cerca de 8.000 funcionários, quase 35.000 estudantes, um orçamento anual de US$ 1,495 bilhão e um fundo de doação de US$ 1,4 bilhão. É a maior universidade do estado e uma das âncoras do Research Triangle da Carolina do Norte, junto com a Duke University e a University of North Carolina at Chapel Hill.
Em 2009, a NC State cancelou uma palestra planejada do Dalai Lama em seu campus de Raleigh, citando preocupações com uma possível reação negativa da China e a falta de tempo e recursos.
A NCSU Libraries Special Collections Research Center, localizada na D.H. Hill Library, mantém um site dedicado à história da NC State chamado "Historical State".

## Estrutura
A universidade conta com 16 campus. Cada campus possui um alto grau de independência, mas todos são submetidos a uma espécie de constituição definida pelo UNC System Board of Governors.  Os 32 membros com direitos a voto, são eleitos a cada 4 anos pela North Carolina General Assembly. 